# Listă de programe de televiziune din România
Aceasta este o listă a majorității celor mai populare programe TV românești (emisiuni, seriale, telenovele etc.) de diferite genuri (divertisment/reality show, comedie, dramă...), difuzate pe diferite canale de televiziune din România (PRO TV, Acasă TV, Antena 1, Antena Stars, Antena 3 CNN, Kanal D, Prima TV, Digi 24, etc.) într-un interval de timp, ordonate și clasificate pe diferite categorii în ordine alfabetică.

## Emisiuni/Show-uri TV

### Talent (talent show)
- Bravo, România! (Antena 1, 2016)
- Ham Talent (Antena 1, 2015)
- Next Star (Antena 1, 2013 – 2021)
- Românii au talent (PRO TV, 2011 – prezent)

### Muzică (singing/music show)
- Cântă acum cu mine (PRO TV, 2019)
- Cântă dacă poți (Antena 1, 2009 – 2010)
- Eurovision (TVR 1, 1994 – 2023)
- Eurovision Junior (TVR 1, 2003 – 2009)
- Falsez pentru tine (PRO TV, 2020)
- KIDSing România (Kanal D, 2014)
- Killer Karaoke România (Prima TV, 2013)
- Megastar (Prima TV, 2006 – 2009)
- O-la-la (PRO TV, 2008)
- Popstars România (PRO TV, 2003)
- SuperStar România (PRO TV, 2021)[2]
- The Four - Cei 4 (Antena 1, 2018)
- Vocea României (PRO TV, 2011 – prezent)
- Vocea României Junior (PRO TV, 2017 – 2018)
- X Factor România (Antena 1, 2011 – 2025)
- Za Za Sing (Antena 1, 2017)

### Dans (dance show)
- Dancing on ice: Vis în doi (Antena 1, 2022)
- Dansează printre stele (Antena 1, 2014)
- Dansez pentru tine (PRO TV, 2006 – 2013)
- Îmi place dansul (Kanal D, 2019 – 2020)
- România Dansează (Antena 1, 2013 – 2014)
- Uite cine dansează! (PRO TV, 2017)

### Gastronomie/Culinare (cooking show)
- Arena Bucătarilor (Kanal D, 2015; PRO TV, 2016 – 2021)
- Bake Off România (PRO TV, 2016)
- Chefi fără limite (Antena 1, 2022)
- Chefi la cuțite (Antena 1, 2016 – prezent)
- Cireașa de pe tort (Prima TV, 2008 – 2017)
- Hell's Kitchen - Iadul Bucătarilor (Antena 1, 2014 – 2015)
- Junior Chef România (Antena 1, 2014)
- Mama mea gătește mai bine (Prima TV, 2015 – 2019)
- MasterChef România (PRO TV, 2012 – 2024)
- MasterChef România: Restul e plăcere (Acasă TV/Voyo, 2022, 2024,)
- Mâncare pe care (Acasă TV/PRO TV, 2022 – 2023)
- Top Chef România (Antena 1, 2012 – 2014)
- Umami: al 5-lea gust (PRO TV, 2022 – prezent)
- Vine Cheful (PRO TV, 2015)

### Cultură generală (quiz/game show)
- Cash Taxi (Kanal D, 2018 – 2020)
- Câștigă România! (TVR 2, 2017 – 2022; TVR 1, 2022 – 2024)
- Ce spun românii (PRO TV, 2015 – prezent)
- Cu banii jos (Antena 1, 2012 – 2013)
- FamiliaDA (Antena 1, 2012 – 2014)
- Guess my age – Ghicește vârsta (Antena 1, 2017 – 2018)
- Iubesc România (Kanal D, 2010)
- Pe bune?! (PRO TV, 2017 – 2021)
- Prețul cel bun (Antena 1, 2021 – 2023)
- Jucătorilor inteligente peste clasa 8-a (Antena 1, 2023 – 2025)
- Prețul corect (PRO TV, 1997 – 2000)
- România, jos pălăria! (PRO TV, 2017)
- Spune-mi prețul (Kanal D, 2009 – 2010)
- Te crezi mai deștept? (Prima TV, 2007 – 2008)
- Te pui cu blondele? (Antena 1, 2008 – 2017)
- The Wall – Marele Zid (Antena 1, 2017 – 2020)
- Vrei să fii milionar? (Prima TV, „Vrei să fii miliardar?’’: 2000 – 2003, 2014; Kanal D, 2011 – 2012; 2018 – 2019)

### Supraviețuire/Rezistență/Competiție sportivă
- Asia Express România (Antena 1, 2018 – prezent)
- Big Brother România (Prima TV, 2003 – 2004)
- Câștigi în 60 de secunde (Antena 1, 2011)
- Exatlon România (Kanal D, 2018 – 2019)
- Fața la joc (PRO TV, 2025)
- Ferma (PRO TV, 2015 – 2020; „Ferma Vedetelor” până în 2018)
- Fort Boyard România (PRO TV, 2017)
- Ninja Warrior România (PRO TV, 2018)
- Rătăciți în Panama (Kanal D, 2009)
- Splash! Vedete la apă (Antena 1, 2013 – 2015, 2021 – 2024)
- Sunt celebru, scoate-mă de aici! (PRO TV, 2015, 2022)
- Supraviețuitorul (PRO TV, 2016)
- Survivor România (Kanal D, 2020 – 2021; PRO TV, 2022 – prezent)
- Șerifi de România (Antena 1, 2015)
- Ultimul Trib (Antena 1, 2018 – 2019)

### Jocuri de vedete (celebrity games)
- Aici eu sunt vedeta (Antena 1, 2017 – 2018)
- Aventură cu 4 stele (Antena 1, 2017)
- FANtastic Show (Antena 1, 2016 – 2017)
- Gashka mare (Antena 1, 2017)
- Jocuri de celebritate (PRO TV, 2016 – 2017)
- Plasa de stele (Antena 1, 2010 – 2013, 2016)
- Poftiți pe la noi (Antena 1, 2014 – prezent)
- Serviți, vă rog! (PRO TV, 2009 – 2013)
- Totul e permis (Antena 1, 2013 – 2014)
- Vedete-n figuri (Prima TV, 2009 – 2010)

### Măști/Costumații/Imitare
- Masked Singer România (PRO TV, 2020 – 2021)
- Revelionul starurilor (Antena 1, 2014 – 2022)
- Scena misterelor (Antena 1, 2019)
- Te cunosc de undeva! (Antena 1, 2012 – prezent)

### Umor/Comedie (comedy show)
- AntiTalent (Antena 1, 2019 – 2020)
- Banc Show (Prima TV, 2002 – 2003; Prima Comedy, 2023 – prezent)
- Băieți de oraș (Antena 1, 2016 – 2018)
- Chef de râs (Antena 1, 2014 – 2017)
- Copiii spun lucruri trăsnite (Prima TV, 2000 – 2013, TVR 1, 2023 – prezent)
- Epic Show (Prima TV, 2014: 2020:)
- iComedy (Antena 1, 2013 – 2014)
- iUmor (Antena 1, 2016 – prezent)
- În puii mei! (Antena 1, 2009 – 2012, 2015 – 2018)
- Land of Jokes (PRO TV, 2009 – 2011)
- Pastila de râs (Kanal D, 2011)
- Românii au artiști (Antena 1, 2013)
- Serviciul Român de Comedie (PRO TV, 1999 – 2001, 2009 – 2014; Antena 1, „Happy Show’’ și „SRC-Fun Factory": 2001 – 2009, 2014; Digi 24, „Superjurnal”: 2015 – 2016)
- Teatru TV (Antena 1, 2013)

### Emisiuni de satiră
- Cronica Cârcotașilor (Prima TV, 2000 – prezent)

### Talk show
- 40 de întrebări cu Denise Rifai (Kanal D, 2020 – prezent)
- Acces Direct (Antena 1, 2008 – 2022; Antena Stars, 2022 – prezent)
- Apropo TV (PRO TV, 2005 – prezent)
- Draga mea prietenă (Kanal D, 2011 – 2014)
- Drept la țintă (Kanal D, 2010 – 2013)
- După 20 de ani (PRO TV, 2008 – 2016)
- Exces de putere (Antena 3 CNN, 2011 – prezent)
- Fan Arena (Kanal D, 2018 – 2020)
- Insider Politic (Prima TV, 2021 – prezent)
- În fața națiunii (Antena 3 CNN, 2021 – prezent)
- În fața ta (Digi 24, 2016 – prezent)
- Jurnalul de seară (Digi 24, 2012 – prezent)
- La Măruță (PRO TV, 2007 – prezent; „Happy Hour” până în 2013)
- Miezul problemei (Național TV, 2003 – 2008, 2016 – 2022)
- Poveștiri adevărate (Acasă TV, 2001 – 2014)
- Punctul de întâlnire (Antena 3 CNN, 2009 – 2022)
- Previziuni (Antena 3 CNN, 2010 – 2021)
- Răi da’ buni (Antena 2/Antena Stars, 2007 – 2020)
- Sinteza zilei (Antena 3 CNN, 2005 – prezent)
- Studio politic (Digi 24, 2019 – prezent)
- Subiectiv (Antena 3 CNN, 2010 – prezent)
- Teo Show (PRO TV, 2000 – 2006; Romantica, 2007; Prima TV, 2008; Kanal D, 2013 – 2023)

### Late-night show/Tabloid
- Cancan.ro (Acasă TV, 2013 – 2014)
- Cancan TV (B1 TV, 2011; Kanal D, 2011 – 2012; Acasă TV, 2012 – 2013)
- Chestiunea Zilei (PRO TV, 1996 – 2000, 2004)
- Dan Diaconescu Direct (OTV, 2000 – 2002, 2004 – 2012; Canal 33, 2025-prezent)
- Povestiri de noapte (Acasă TV, 2007 – 2014)
- Vulturii de noapte (Kanal D, 2018 – 2020)
- Xtra Night Show (Antena Stars, 2021 – 2024) (ziua săptămânii)
- Un Show Pacatos (Antena Stars, 2024 – prezent)
- Xtra Night Show (Antena Stars, 2024 – prezent) (weekend)

### Matinale
- 'Neatza cu Răzvan și Dani (Antena 1, 2008 – prezent)
- Digimatinal (Digi 24, 2012 – prezent)
- Dimineața cu noi (Kanal D, 2022)
- Dimineața cu Răzvan și Dani (Național TV, 2006 – 2008)
- Prietenii de la 11 (Antena 1, 2017 – 2019)
- Știrile dimineții (Antena 3 CNN, 2010 – prezent)
- Vorbește lumea (PRO TV, 2015 – prezent)

### Pamflet
- În gura presei (Antena 1, 2004 – 2005; Antena 3 CNN, 2005 – prezent)
- Lumea lui Banciu (B1 TV, 2011 – 2020)

### Matrimoniale/Iubire (dating show)
- 2k1 (Antena 1, 2017)
- Burlacul (Antena 1, 2010 – 2015, 2021)
- Burlăcița (Antena 1, 2011 – 2015)
- Casa iubirii (Kanal D, 2022 – prezent)
- Fermier, caut nevastă (Prima TV, 2009 – 2011)
- Gospodar fără pereche (PRO TV, 2017 – 2020)
- Jumătatea mea știe! (Kanal D, 2013)
- Mă însoară mama (PRO TV, 2018)
- Mireasa (Antena 1, 2020 – prezent)
- Mireasă pentru fiul meu (Antena 1, 2011 – 2017)
- Noră pentru mama (Kanal D, 2007 – 2010)
- Puterea dragostei (Kanal D, 2018 – 2022)
- Rămân cu tine (Antena 1, 2020)
- Se strigă darul (Kanal D, 2016 – 2022)
- Te iubesc de nu te vezi (Antena Stars, 2018 – 2019, 2023)
- Temptation Island - Insula Iubirii (Antena 1, 2015 – prezent)
- Te vreau lângă mine (Kanal D, 2010 – 2018)
- Totul pentru dragoste (Antena 1, 2018)

### Modă (Modelling)
- Bravo, ai stil! (Kanal D, 2016 – 2023; Kanal D2, 2023)
- Next Top Model by Cătălin Botezatu (Antena 1, 2011 – 2013)
- I.A cu Stil (Antena Stars, 2021 – 2023)
- Poliția Modei (Antena 2/Antena Stars, 2013, 2021 – 2023)

### Frumusețe/Rurale
- Frumusețe pe muchie de cuțit (PRO TV, 2009 – 2010)
- Ie, Românie (Antena 1, 2018)
- Mi-s băiatul de la țară (Prima TV, 2011 – 2013)
- Miss fata de la țară (Prima TV, 2010 – 2011)

### Sănătate
- Ce se întâmplă doctore? (PRO TV, 2002 – 2021)
- Doctor de bine (PRO TV, 2021 –  prezent)
- Marele câștigător (Antena 1, 2010)
- Sănătate cu stil (Prima TV, 2015 – prezent)
- Sănătate înainte de toate (Etno TV, 2013 – prezent)
- Specialiști în Sănătate (Național TV, 2013 – prezent)
- Sport, dietă și o vedetă (Prima TV, 2004 – 2015; Kanal D, 2015 – prezent)

### Dramă/Familie/Educație
- Cei 7 ani de acasă (Kanal D, 2012)
- Consilier de urgență (Național TV, 2008 – 2015)
- Copii contra părinți (Național TV, 2009 – 2015)
- Fosta mea iubire (Național TV, 2011 – 2016)
- Iubire interzisă (Național TV, 2008 – 2018)
- În căutarea adevărului (Kanal D, 2019 – prezent)
- Lecții de viață (PRO TV, 2015 – prezent)
- Ochii din umbră (Kanal D, 2010 – 2019, 2022)
- Pe banii părinților (Kanal D, 2011 – 2015 Kanal D2 , 2024 - Prezent)
- Să te prezint părinților (Antena 1, 2009 – 2011; Euforia TV, 2011 Antena Stars, 2016-2018)
- Schimb de mame (Prima TV, 2003 – prezent)
- Supernanny (Prima TV, 2005 – 2008, 2021 – 2023)
- Trădați în dragoste (Prima TV, 2005 – 2010)
- Vreau să divorțez (Prima TV, 2012 – 2015)

### Tehnologie
- I Like IT (PRO TV, 2011 – prezent)
- ProMotor (PRO TV, Sport.ro, 1999 – 2013)
- Super Speed (PRO TV, 2016 – prezent)

### Imobiliare
- Visuri la cheie (PRO TV, 2014 – prezent)

### Financiare/Economice/Afaceri
- Banii în mișcare (Digi 24, 2020 – prezent)
- Bingo România (Acasă TV, 2013; Kanal D, 2013 – 2014)
- Business Club (Digi 24, 2012 – prezent)
- Imperiul Leilor (PRO TV, 2020 – prezent)
- Roata Norocului (Kanal D, 2012 – prezent)
- Superbingo Metropolis (Antena 1, 2009 – 2016, precedat de TeleEuroBingo Show, 1998 – 2001 și succedat de UniPlay Show, 2016 – 2017)
- Șef sub acoperire (PRO TV, 2019 – 2024)

### Magie
- I.Real (PRO TV, 2008 – 2010)

### Altele
- Am ceva să-ți spun (Antena 1, 2015)
- Click! (Prima TV, 2014 – 2015)
- Clipa de fericire (PRO TV, 2015)
- Curat, Murdar? (Prima TV, 2007 – 2012, 2015)
- În al 9-lea cer (Acasă TV, 2008 – 2013)
- Magic Show (PRO TV, 2014)
- Prodanca și Reghe (Euforia TV, 2012 – 2014; Antena Stars, 2020)
- REAlă by Ana Morodan (Antena Stars, 2021 – 2023)
- Surprize, surprize (TVR 1, 1999 – 2007)
- Școala Vedetelor (TVR 1, 1995 – 2005)
- Trăiri alături de Andreea Mantea (Kanal D, 2020 – 2021)
- WOWBiz (Kanal D, 2012 – 2018)

## Seriale TV

### Dramă/Dramatice/Acțiune
- Adela (Antena 1, 2021 – 2022)
- Ana, mi-ai fost scrisă în ADN (Antena 1, 2025 – prezent)
- Băieți buni (PRO TV, 2005)
- Bravo, tată (Antena 1, 2023 – prezent)
- Camera 609 (Antena 1, 2023 – 2024)
- Când mama nu-i acasă (Antena 1/Happy Channel, 2017)
- Doctori de mame (Acasă TV, 2008)
- Fete cu lipici (PRO TV, 2005)
- Fetele marinarului (Antena 1, 2009)
- Fructul Oprit (Antena 1, 2018 – 2019)
- lubire cu parfum de lavandă (Antena 1, 2024 – prezent)
- Lacrimi de iubire (Acasă TV, 2005 – 2006)
- La servici (PRO TV, 2005)
- Lecții de viață (PRO TV, 2015 – prezent)
- Lia (Antena 1, 2023 – 2024)
- Meseriașii (PRO TV, 2006)
- Moștenirea (PRO TV, 2010 – 2011)
- Nimeni nu-i perfect (Prima TV, 2007 – 2008)
- O grămadă de caramele (Happy Channel, 2017 – 2019)
- Om sărac, om bogat (PRO TV, 2006 – 2007)
- O săptămână nebună (PRO TV, 2014)
- Povești de familie (Antena 1, 2021 – 2022)
- Sacrificiul (Antena 1, 2019 – 2020)
- State de România (PRO TV, 2009 – 2010)
- Vlad (PRO TV, 2019 – 2021)

### Comedie/Umor
- Pulsfire (PRO TV, 2017)
- Arestat la domiciliu (PRO TV, 2008)
- Atletico Textila (PRO TV, 2016 – 2017; Voyo, 2024)
- Băieți de oraș (Antena 1, 2016 – 2018)
- Jurnalul unui Burlac (Prima TV, 2014)
- La Bloc (PRO TV, 2002 – 2008)
- Las Fierbinți (PRO TV, 2012 – prezent)
- Liber ca pasărea cerului (Antena 1, 2019)
- Mangalița (Antena 1, 2019 – 2020)
- Moldovenii (Kanal D, 2019 – 2020)
- Mondenii (Prima TV, 2006 – 2015)
- Profu' (PRO TV, 2019 – 2021)
- Războiul sexelor (Acasă TV, 2007 – 2008)
- Spitalul de demență (PRO TV, 2012 – 2013)
- Tanti Florica (PRO TV, 2012 – 2013)
- Trăsniți în NATO (Prima TV, 2003 – 2021)
- Triplusec (PRO TV, 2018)
- Vacanța Mare (PRO TV, 1999 – 2007; Kanal D, 2007 – 2016)
- Videochat (PRO TV, 2020)

### Muzicale
- Cu un pas înainte (PRO TV, 2007 – 2008)
- Pariu cu viața (PRO TV, 2011 – 2013)

## Telenovele

### Dramă/Dramatice
- Aniela (Acasă TV, 2009 – 2010)
- Daria, iubirea mea (Acasă TV, 2006 – 2007)
- Inimă de țigan (Acasă TV, 2007 – 2008)
- Iubire ca în filme (Acasă TV, 2006 – 2007)
- Iubire și Onoare (Acasă TV, 2010 – 2011)
- Iubiri secrete (Prima TV, 2011 – 2014)
- Îngerașii (Acasă TV, 2008 – 2009)
- Îngeri pierduți (Acasă TV, 2013)
- Narcisa sălbatică (Antena 1, 2010 – 2011)
- Numai iubirea (Acasă TV/PRO TV, 2004 – 2005)
- Păcatele Evei (Acasă TV, 2005 – 2006)
- Regina (Acasă TV, 2008 – 2009)
- Secretul Mariei (Antena 1, 2005 – 2006)

### Muzicale
- O nouă viață (Acasă TV, 2014)

## Știri și documentare

### Știri
- 24 de ore Național TV (Național TV, 2004 – 2005)
- Focus (Prima TV, 1997 – prezent)
- Focus din inima României (Prima TV, 2015 – 2020)
- Focus la prima oră (Prima TV, 2021 – 2022)
- Jurnal de seară Național TV (Național TV, 2005 – 2007)
- Jurnal Regional TVR București (TVR 2, 2007 – 2008)
- Jurnal Regional TVR Cluj (TVR Cluj, 1990 – prezent)
- Jurnal Regional TVR Craiova (TVR Craiova, 1998 – prezent)
- Jurnal Regional TVR Iași (TVR Iași, 1991 – prezent)
- Regional Express/Infosport/Meteo (TVR Iași, 1991 – 2006)
- Jurnal Regional TVR Târgu-Mureș (TVR Târgu-Mureș, 2008 – prezent)
- Jurnal Regional TVR Timișoara (TVR Timișoara, 1994 – prezent)
- News Hour with CNN (Antena 3 CNN, 2021 – prezent)
- News Realitatea Plus (Realitatea TV, 2001 – 2019; Realitatea Plus, 2019 – prezent)
- NewsTime (Kanal D2, 2023 – prezent)
- Observator (Antena 1, 1993 – prezent)
- Ora de știri TVR 2 (TVR 2, 2006 – 2018, 2021 – prezent)
- Preluare Știrile N24 (Național TV, 2004 – 2006)
- Regiunea în obiectiv (TVR 3, 2017 – prezent)
- Starmag (Antena Stars, 2013 – 2024)
- Star News (Antena Stars, 2013 – 2023)
- Știrile Antena 3 CNN (Antena 3, 2005 – prezent)
- Știrile B1 (B1 TV, 2001 – prezent)
- Știrile Digi 24 (Digi 24, 2012 – prezent)
- Știrile Kanal D (Kanal D, 2007 – prezent)
- Știrile N24 (N24, 2004 – 2009)
- Știrile Național TV (Național TV, 2003 – prezent)
- Știrile PRO TV (PRO TV, 1995 – prezent)
- Telejurnal Cultural (TVR Cultural, 2002 – 2012)
- Telejurnal Regional TVR 3 (TVR 3, 2008 – prezent)
- Telejurnal TVR 1 (TVR 1, 1956 – prezent)
- Telejurnal TVR 2 (TVR 2, 1968 – prezent)
- Știrile Antena Stars (Antena Stars, 2024  – prezent)

### Sport
- INFOSPORT TVR Iași (TVR Iași, 2010 – prezent)
- Observator Sport (Antena 1, 1993 – 2014, 2020 – prezent)
- Realitatea Sportivă (Realitatea TV, 2019; Realitatea Plus, 2019 – 2021)
- Sport Antena 3 CNN (Antena 3, 2005 – prezent)
- Sport B1 (B1 TV, 2001 – 2016)
- Sport Digi 24 (Digi 24, 2012 – prezent)
- Sport Kanal D (Kanal D, 2007 – prezent)
- Sport Național TV (Național TV, 2003 – prezent)
- Sport Prima TV (Prima TV, 1997 – prezent)
- Sport PRO TV (PRO TV, 1995 – prezent)
- Sport TVR (TVR 1, 1990 – prezent; TVR 2, 1996 – prezent)
- Știrile Realitatea Sportivă (Realitatea TV, 2001 – 2019; Realitatea Plus, 2019 – prezent)
- Fotbal Club (Digi Sport, 2009 – prezent)
- Fotbal European (Digi Sport, 2009 – prezent)
- Digi Sport Special (Digi Sport, 2009 – prezent)
- Liga Digi Sport (Digi Sport, 2012 – prezent)
- Știrile Digi Sport (Digi Sport, 2009 – prezent)

### Vremea/Meteo
- E vremea ta! (TVR 2, 2016 – prezent)
- Meteo Antena 3 CNN (Antena 3, 2005 – prezent)
- Meteo B1 (B1 TV, 2001 – prezent)
- Meteo Digi 24 (Digi 24, 2012 – prezent)
- Meteo Kanal D (Kanal D, 2007 – prezent)
- Meteo Național TV (Național TV, 2003 – prezent)
- Meteo Realitatea Plus (Realitatea TV, 2001 – 2019; Realitatea Plus, 2019 – prezent)
- Meteo TVR 1 (TVR 1, 1996 – prezent)
- Meteo TVR 2 (TVR 2, 1990 – 2016)
- Observator Meteo (Antena 1, 1993 – prezent)
- Săptămâna de vreme (Realitatea TV, 2005 – 2019; Realitatea Plus, 2019 – 2023)
- Vremea de Acasă (Acasă TV, 1998 – 2011)
- Vremea Prima TV (Prima TV, 1997 – prezent)
- Vremea PRO TV (PRO TV, 1995 – prezent)

### Documentare/Reportaje/Jurnalism
- Asta-i România! (Kanal D, 2011 – prezent)
- România, te iubesc! (PRO TV, 2008 – prezent)
- ROventura (Kanal D, 2018 – prezent)

## Marcaje de avertizare ale CNA

AP (Acordul Părinților)
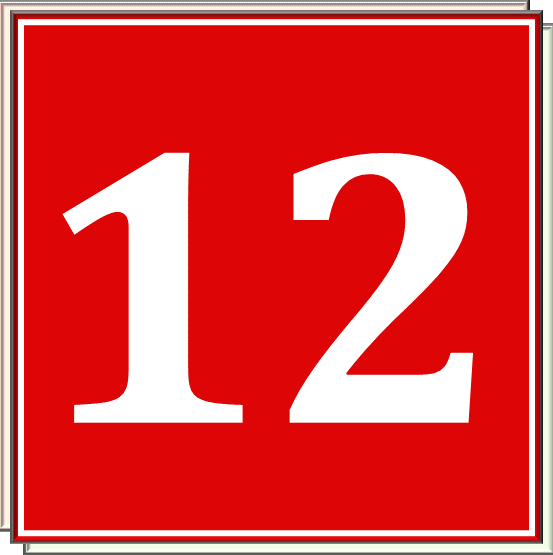
12
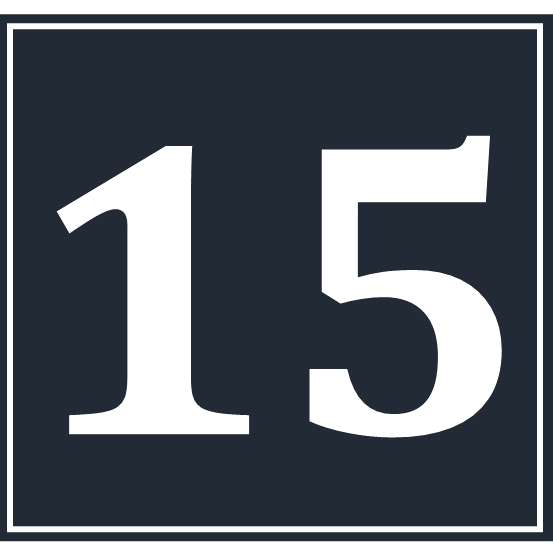
15
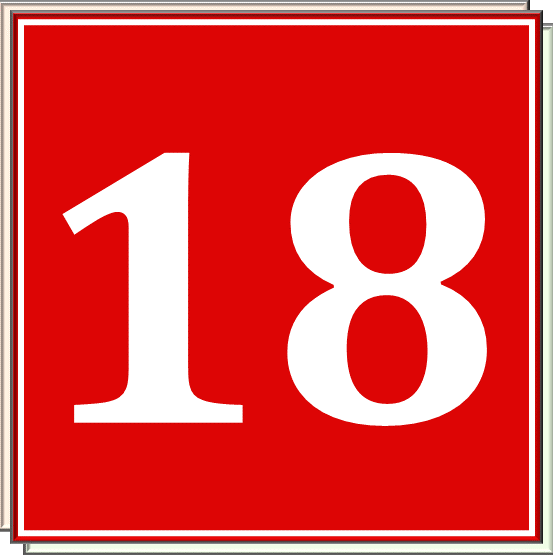
18

AP (Acest program poate fi vizionat de copiii în vârstă de până la 12 ani numai cu acordul sau împreună cu părinții ori familia)
12 (Acest program este interzis copiilor sub 12 ani: Potrivit articolului 23 alineatul (1), producțiile audiovizuale interzise minorilor sub 12 ani se difuzează numai după orele 20:00 și vor fi însoțite permanent de un semn de avertizare reprezentând un cerc de culoare albă, iar în interiorul acestuia, pe fond transparent, numărul 12 de culoare albă)
15 (Acest program este interzis copiilor sub 15 ani: Potrivit articolului 24 alineatul (1), producțiile audiovizuale interzise minorilor sub 15 ani se difuzează numai între orele 23:00 și 06:00 și vor fi însoțite permanent de un semn de avertizare reprezentând un cerc de culoare albă, iar în interiorul acestuia, pe fond transparent, numărul 15 de culoare albă; fac excepție de la intervalul orar filmele artistice, serialele și cele documentare clasificate 15, în cazul cărora intervalul permis de difuzare este 22:00 și 06:00)
18 (Acest program este interzis copiilor sub 18 ani: Potrivit articolului 25 alineatul (1), producțiile audiovizuale interzise minorilor sub 18 ani se difuzează numai între orele 00:00 și 06:00 și vor fi însoțite permanent de un semn de avertizare reprezentând un cerc de culoare albă, iar în interiorul acestuia, pe fond transparent, numărul 18 de culoare albă)